# فرودگاه تیزواتر (تامسون فیلد)
فرودگاه تیزواتر (تامسون فیلد) (به انگلیسی: Teeswater (Thompson Field) Airport) یک فرودگاه همگانی است که یک باند فرود چمن دارد و طول باند آن ۷۴۷ متر است. این فرودگاه در کشور کانادا قرار دارد و در ارتفاع ۳۰۵ متری از سطح دریا واقع شده است.